# Кронберг, Ян Александрович
Ян (Иван) Анджевич (Александрович) Кронберг (латыш. Jānis Kronbergs, 6 июля или августа 1877, Меллужи, Лифляндская губерния, Российская империя — 13 октября 1938, Ленинград или Новгород, Советский Союз) — участник революционного движения в Российской империи, член ЦК РСДРП. Партийные псевдонимы — Мастер с бородою, Петерис, Перун, Крамс, О. О. Бауэр, Отто Бауэр.

## Биография
Родился в латышской семье рабочих, с 1897 занимается в социал-демократических кружках Петербурга. В том же году первый раз арестован, второй арест охранкой последовал в следующем, 1908 году, после полуторамесячного заключения в тюрьме выслан в Яранск. Являлся членом Латышской социал-демократической рабочей партии, с 1906 членом РСДРП. С 1907 до 1911 был членом ЦК ЛСДРП, также до 26 декабпя 1911 (8 января 1912) был членом ЦК РСДРП и СДЛК. С 1903 организовывает подпольную типографию в Ростове-на-Дону, также вёл деятельность в Харьковской губернии. Из-за преследований властей уезжает в Германскую империю, откуда возвращался для участия в революционных событиях 1905—1907 годов. В 1907 являлся делегатом V съезда РСДРП и II съезд социал-демократии Латышского края, с решающим голосом от Митавской партийной организации СДЛК. Работал по партийной линии в Риге, Елгаве, Лиепае, Москве, потом с 1909 до 1917 находился в Вологде, работая на фабрике «Сокол». 3 марта 1917 избирается главой Совета рабочих депутатов города, участвовал в Октябрьской революции. В 1919 работает заместителем народного комиссара промышленности Латвийской социалистической советской республики. В том же году вернулся в Вологду, находился на советской и хозяйственной работе там и в Новгородской губернии. С 1932 состоял в кандидатах в члены ВКП(б). До ареста работал заведующим электроотделением бумажного комбината в Ленинградской области. 24 июля 1938 арестован НКВД, осуждён к ВМН и расстрелян.